# Ni oui ni non
Le ni oui ni non est un jeu de société dont les règles, très simples, sont les suivantes. Un meneur de jeu pose à un ou plusieurs joueurs un certain nombre de questions auxquelles il est interdit de répondre en disant « oui » ou « non », sous peine d'être éliminé, ou de se voir compter une faute. L'interdiction de dire « oui » ou « non » est parfois également étendue au « si ».

## Description
Dans le cas d'un meneur et d'un seul joueur, la partie se déroule en un temps limité et si, au bout de ce temps, le joueur n'a pas été éliminé, il a gagné. Avec plusieurs joueurs, celui qui gagne est le dernier à être éliminé, ou celui qui a commis le moins de fautes. On peut faire plusieurs tours et changer de meneur à chaque tour (autant de tours que de joueurs par exemple), compter le nombre de parties gagnées pour chacun, etc.
Il est possible d'employer des synonymes, tels « absolument », « pas du tout », « effectivement », « en effet »… On peut interdire d'utiliser la même formule de façon répétée.
Si l’un des joueurs ne se rend pas compte que l’autre a perdu, la partie est considérée nulle.
Le jeu est très populaire notamment parce qu'il faisait partie d'une séquence des Jeux de 20 heures, émission diffusée sur FR3.
Ce jeu est aussi fréquent à la radio : il était notamment animé par Alexandre Delpérier dans l'émission DKP et proposé par Radio FG dans le cadre de l'émission Happy Hour et maintenant dans le jeu Le Trésor de Sud Radio, ainsi que par NRJ dans l'émission NRJ Radio Stream : le "ni Louis ni Non" en référence au prénom d'un des animateurs de l'émission.
Il existe un jeu de société portant ce nom et reprenant le principe des règles, édité par Megableu. Outre le Ni oui ni non « classique », il existe les versions « Ni oui ni non Autour du monde », « Ni oui ni non Nature », et « Ni oui ni non Stars and co ».
Une blague consiste à demander à quelqu'un s'il veut jouer au Ni oui ni non et comme, en général, il va répondre « oui » ou « non », on lui annonce qu'il a perdu au jeu.
La version « Ni oui ni non ni blanc ni noir », interdisant en plus de « oui » et « non » les mots « blanc(s) » et « noir(e)(s) », est également jouée. Dans les années 1950 et 1960 à la télévision américaine, la populaire émission de divertissement What's My Line ? était entièrement basée sur ce jeu.

## Dans la culture
- Dans la bande dessinée Astérix gladiateur, les gladiateurs jouent à « Ni oui ni non ni blanc ni noir » au lieu de combattre, à la fureur de Jules César et de Caïus Obtus.
- Dans Les Secrets professionnels du docteur Apfelglück, l'un des sketches du film décrit le paradis comme un jeu du « Ni oui ni non » permanent et éternel.
- Il existe plusieurs livres pour enfants ou autres produits culturels basés sur un personnage fictif appelé Nioui Ninon (également couramment utilisé comme pseudonyme) ou plus fréquent le duo fictif Nioui et Ninon, ces noms faisant référence au jeu (Ninon étant un diminutif du prénom Anne).